# Tischlerspitze
Die Tischlerspitze, in alter Literatur auch Faschnock genannt, ist ein 3002 m ü. A., laut Alpenvereinskarte 3003 m ü. A. hoher Berg in der Ankogelgruppe einem Gebirgszug der Hohen Tauern auf der Grenze zwischen den österreichischen Bundesländern Salzburg und Kärnten. Zuerst bestiegen wurde die Spitze am 3. September 1889 von dem Gründer der Sektion Hannover, Karl Arnold, einem Lehrer Bohrer aus Mallnitz und den Bergführern Thomas und Jakob Rosskopf.

## Lage und Umgebung
Der Berg liegt im hier nördlich-südöstlich verlaufenden Alpenhauptkamm der Hohen Tauern. Am Westgrat der Tischlerspitze zweigt der Hölltorkamm ab. An der Nordwestseite des Berges erstreckt sich der Gletscher Tischlerkarkees bis zu einer Höhe von 3000 Metern hinauf, im Südwesten liegt das Grubenkarkees und im Südosten liegt der nördliche Zipfel des Kleinelendkees. Benachbarte Berge sind im Verlauf des Nordgrats, getrennt durch die Tischlerspitzscharte (2879 m), der 3004 Meter hohe Tischlerkarkopf, und im Südostgrat, getrennt durch die Untere Grubenkarscharte (2848 m), liegt der 3001 Meter hohe Grubenkarkopf. Im sich nach Westen hinziehenden Hölltorkamm erheben sich Weißspitze (2822 m), Rotspitze (2894 m) und der Hölltorkogel mit 2904 Metern Höhe. Formgebendes Gestein ist ein sich bis in die Gipfellage ziehender dunkler magmatisch gebildeter Lamprophyrgang. Nächstgelegene bedeutende Siedlung ist Böckstein im östlich gelegenen Gasteinertal in etwa 9,5 km Luftlinie.

## Touristische Erschließung
Der Weg der Gruppe um Carl Arnold im September 1889 führte von der damals gerade fertiggestellten Hannoverhütte aus in nördlicher Richtung zur Grubenkarscharte und über das Kleinelendkees durch die Ostwand in sechs Stunden zum Gipfel. Diese Route ist als Hochtour auch heute noch der Normalweg, der leichteste Anstieg, vom heutigen Hannoverhaus aus und erfordert stellenweise Kletterfähigkeiten im Schwierigkeitsgrad UIAA II. Schwerer zu begehen sind die 1892, 1908 und 1911 zuerst begangenen Grate der Tischlerspitze mit Schwierigkeiten bis UIAA III. Die Sektion Badgastein des Deutschen und Österreichischer Alpenvereins hinterlegte 1925 ein Gipfelbuch.